# Harden (Yorkshire de l'Ouest)
Pour les articles homonymes, voir Harden.
Harden est un village et une paroisse civile du Yorkshire de l'Ouest, en Angleterre.